# Brighter Death Now
Brighter Death Now – solowy projekt muzyczny szwedzkiego producenta, Rogera Karmanika.
Muzyka B.D.M zależnie od wydania zaliczana jest do dark ambientu, noise oraz power electronics. Artysta poprzez swą twórczość skupia się na wytworzeniu specyficznej atmosfery wokół odbiorcy. 

## Dyskografia
- 1989 – Temp Tations
- 1990 – Pain In Progress
- 1993 – The Slaughterhouse
- 1993 – Great Death I-II
- 1995 – Necrose Evangelicum
- 1996 – Great Death III
- 1996 – Innerwar
- 1998 – Greatest Death
- 1999 – May All Be Dead
- 2000 – Obsessis
- 2001 – 1890
- 2005 – Disobey
- 2005 – Kamikaze Kabaret